# Bank of America Plaza (Los Angeles)
Bank of America Plaza ist der Name eines Wolkenkratzers in Los Angeles. Der Bau des 55-stöckigen Wolkenkratzers wurde 1974 als Hauptsitz der Security Pacific Bank fertiggestellt und ist mit einer Höhe von 224 Metern das sechsthöchste Gebäude der Stadt. Auf dem Dach befindet sich aus baurechtlichen Gründen ein Hubschrauberlandeplatz.
Das Gebäude trug das Logo der Security Pacific Bank, bis diese 1992 von der Bank of America übernommen wurde, woraufhin das Logo des Mineralölkonzerns und Mieters ARCO am Dach befestigt wurde. Seit 2004 trägt das Gebäude das Logo des Eigentümers Bank of America. Laut Brookfield Asset Management ist das Gebäude im Jahre 2015 zu 93 % genutzt.
Die Fassade der Bank of America Plaza besteht aus hellgrauem spanischen Granit und bildet zusammen mit den Fensterflächen ein auffälliges Muster aus vertikalen Linien. Der Turm selbst steht zur Straße um 45° gedreht auf einem 17.000 m2 großen Grundstück, zu dem ein einzigartiger Garten mit über 200 Bäumen und 7 Meter hohen Wasserfällen gehört. Vor dem Haupteingang steht die 13 Meter hohe Skulptur „Four Arches“ des Künstlers Alexander Calder. Es befinden sich 9 Etagen unter der Erde, welche unter anderem als Tiefgarage dienen. Außerdem soll das Gebäude im Falle einer Katastrophe, zum Beispiel bei einem Erdbeben, in der Lage sein, sich für 10 Tage ohne äußere Hilfe selbst zu versorgen.